# Dombeya digynopsis
Dombeya digynopsis är en malvaväxtart som beskrevs av Bénédict Pierre Georges Hochreutiner. Dombeya digynopsis ingår i släktet Dombeya och familjen malvaväxter. Inga underarter finns listade i Catalogue of Life.